# 一条教輔
一条 教輔（いちじょう のりすけ）は、江戸時代前期の公卿。正二位・右大臣。名は始め伊実、次いで教良。法名は後唯心院。

## 概要
寛永10年5月2日、一条昭良の子として生まれる。母は西洞院時直の娘。1644年（寛永21年）、従三位に叙される。右近衛大将、内大臣を歴任し、1655年（承応4年）に右大臣に任ぜられる。1659年（万治2年）、右大臣を辞任。以後、摂政・関白に任ぜられることなく、子の兼輝が没した2年後の宝永4年1月6日、75歳の生涯を終えた。法名は後唯心院。

## 家族・親族
- 正室：通姫 - 徳川家光養女、池田光政娘
  - 男子：兼輝（1652-1705）

## 系譜

### 一条家
一条家は、九条道家の子である一条実経を始祖とし、摂家の一つであった。

### 皇室との関係
後陽成天皇の男系二世子孫である。後陽成天皇の第九皇子で一条家を継いだ一条昭良の子。